# Piaggio P.3
Il Piaggio P.3 era un bombardiere notturno quadrimotore con configurazione alare biplana realizzato dall'azienda italiana Società Rinaldo Piaggio nel 1923 e rimasto allo stadio di prototipo.

## Utilizzatori
Italia
- Regia Aeronautica